# Крестон (Илиноис)
Крестон (енгл. Creston) град је у америчкој савезној држави Илиноис.

## Демографија
По попису из 2010. године број становника је 662, што је 119 (21,9%) становника више него 2000. године.
| Група             | 2000.       | 2010.       |
| Белци             | 500 (92,1%) | 591 (89,3%) |
| Афроамериканци    | 6 (1,1%)    | 17 (2,6%)   |
| Азијати           | 2 (0,4%)    | 7 (1,1%)    |
| Хиспаноамериканци | 29 (5,3%)   | 40 (6,0%)   |
| Укупно            | 543         | 662         |